# Amaury Vassili
Amaury Vassili, född den 6 juni 1989 i Rouen, är en fransk operasångare och världens yngsta professionella tenor.
Han beskriver sin musikstil som en sorts lyrisk pop, en blandning av lyrisk opera och popmusik. Vassilis debutalbum Vincero har sålts i över 250 000 exemplar i Frankrike (dubbel platina) och han har nått viss internationell berömmelse. I november 2010 släppte Vassili sitt andra album..
Amaury Vassili representerade Frankrike i Eurovision Song Contest 2011 den 14 maj i Tyskland. Han var även röstavlämnare för Frankrike i ESC år 2012 då tävlingen hölls i Baku, Azerbajdzjan.

## Biografi
Amaury Vassili började sin karriär vid 14 års ålder, då han vann en sångtävling. Efter att han sålt en kvarts miljon exemplar av sitt debutalbum, som släpptes år 2009, etablerade han sig snabbt som artist. Hans låtregister innehåller klassiska låtar såväl som välkända popklassiker som Who Wants To Live Forever (Queen) och Hallelujah (Leonard Cohen). Vassili sjunger flytande på flera olika språk, bland annat franska, engelska och italienska.

## Eurovision Song Contest 2011
Den 4 februari anmälde tv-bolaget France 3 att Amaury Vassili skulle representera Frankrike i Eurovision Song Contest 2011 den 14 maj i Düsseldorf, Tyskland. Namnet på tävlingsbidraget var Sognu (Le Songe på franska), som betyder Drömmen, och framfördes på korsikanska. Han var den absoluta storfavoriten inför finalen men floppade och slutade på femtonde plats..

## Diskografi

### Album
- 2009 : Vincero
- 2010 : Cantero
- 2012 : Una parte di me
- 2014 : Amaury Vassili chante Mike Brant

### Singlar
- 2006 : Nos Instants de Liberté
- 2008 : Parla Piu Piano
- 2008 : Io Ti Amero
- 2009 : Lucente Stella
- 2009 : Mi Fa Morire Cantando
- 2010 : Hallelujah
- 2010 : Endless Love (duo med Katherine Jenkins)
- 2010 : Maria